# St. Clair
St. Clair je priimek več oseb:
- James Paul St. Clair, britanski general
- Peter St. Clair-Ford, britanski general
- Albert Clarence St. Clair-Morford, britanski general